# James Strong (théologien)
Pour les articles homonymes, voir James Strong.
 (janvier 2020).
Si vous disposez d'ouvrages ou d'articles de référence ou si vous connaissez des sites web de qualité traitant du thème abordé ici, merci de compléter l'article en donnant les références utiles à sa vérifiabilité et en les liant à la section « Notes et références ».
James Strong (14 août 1822 - 7 août 1894) est un savant et éducateur biblique méthodiste américain, et le créateur de la Concordance Strong.

## Biographie
Strong est né à New York et est diplômé, en 1844, en tant que major de promotion de l'Université Wesleyan. Par la suite, il est maire de sa ville natale de Long Island. Plus tard, s'étant installé à Flushing, New York, il poursuit des études bibliques, occupe divers bureaux locaux et organise, construit et est président du chemin de fer de Flushing. En 1856, l'Université Wesleyan lui accorde le diplôme de docteur en théologie (DD). De 1858 à 1861, Strong est à la fois président par intérim et professeur de littérature biblique à l'Université Troy (New York). En 1868, il devient professeur de théologie exégétique au Drew Theological Seminary, où il reste vingt-sept ans. En 1881, Wesleyan décerne à Strong un diplôme de docteur en droit (LL.D.). Il est mort à Round Lake, New York en 1894.

## La Concordance
Son œuvre la plus connue est Strong's Exhaustive Concordance of the Bible, publiée pour la première fois en 1890, dont de nouvelles éditions sont encore en cours d'impression. De nombreuses révisions, telles que la Concordance exhaustive de la Bible de The Strongest Strong  et la Concordance exhaustive de The Bible de The New Strong,  ainsi que des adaptations de la concordance à des traductions autres que la King James Version tout en conservant les « Strong's » ou une marque similaire, telle que la concordance exhaustive la plus forte de la VNI sont également disponibles. La « numérotation forte » des mots grecs et hébreux a dominé l'énumération de tels mots dans les études bibliques jusqu'à nos jours, complétée récemment par la numérotation Goodrick – Kohlenberger.
Pour la concordance, Strong numérote chaque mot racine hébreu ou grec trouvé, pour plus de commodité. Ce système de numérotation (8674 racines hébraïques et 5523 racines grecques) est maintenant largement utilisé dans le monde anglophone et également largement disponible sur le Web, où il peut être utilisé avec de nombreuses traductions, souvent en conjonction avec d'autres outils d'herméneutique. Bien que les racines grecques soient numérotées jusqu'à 5 624, il y a 5 523 entrées réelles, puisque 101 numéros ont été sautés. À la fin de la section du Dictionnaire grec du Nouveau Testament de la première édition de la Concordance se trouve la note suivante : « En raison de changements dans l'énumération en cours, il ne restait plus de mots pour les numéros 2717 et 3203-3302, qui ont donc été supprimés en silence du vocabulaire et des références comme redondants. Cela ne causera aucune erreur ni inconvénient pratiques. »
Les systèmes lexicaux modernes de l'Ancien Testament séparent souvent les entrées sur les mots araméens de celles sur les mots hébreux, pratique initiée par le dictionnaire anglais-hébreu (d'après la grammaire hébraïque de Gesenius en allemand) Brown-Driver-Briggs, communément surnommé « BDB ».

## Publications
- (en) James Strong et John McClintock, The Cyclopedia of Biblical, Theological, and Ecclesiastical Literature (10 volumes), New York, Haper and Brothers, 1880 (lire en ligne)
- (en) James Strong, The Exhaustive Concordance of the Bible, Cincinnati, Jennings & Graham, 1890 (lire en ligne)